# St. Mary’s Island (Gambia)
St. Mary’s Island (teilweise auch Banjul Island genannt) ist eine ehemals flache, bis zum 19. Jahrhundert unbewohnte Sandbankinsel und liegt an der Mündung (auch Ästuar) des Gambia-Flusses im Atlantischen Ozean. Die Insel im westafrikanischen Staat Gambia ist als solche kaum zu erkennen, da sie in südlicher und westlicher Richtung vom Mangrovenwald, dem Tanbi Wetland Complex, umschlossen ist. Verbunden mit dem Festland ist sie heute mit der Denton Bridge, hier verläuft der Banjul-Serekunda Highway nach Bakau und weiter nach Serekunda.
Das nordöstliche Kap wird Banjul Point und das südöstliche Dockyard Point genannt.

## Geschichte
Vor der Besiedlung wuchsen auf der Sandbank außer Baobabs (Affenbrotbäume) auch Bambuswälder. Erstmals wurde sie von den portugiesischen Seefahrern im 15. Jahrhundert erwähnt, blieb aber die folgende Zeit ohne Bedeutung. Von Zeit zu Zeit besorgten sich die Angehörigen des Königreiches Kombo von der Insel, die sie Banjulo (nach anderen Quellen Banjol) (deutsch Bambusinsel) nannten, Fasern der Baobab-Bäume, aus denen sie dann Taue flochten.
1816 wurde sie wegen ihrer strategisch günstigen Lage für Großbritannien von Kombo erworben und die Briten gründeten dort die Niederlassung Bathurst, die heutige Hauptstadt Banjul. Nach der ursprünglich portugiesischen Bezeichnung Cabo Santa Maria des zehn Kilometer entfernten Kap (Cape St. Mary) nannten sie die Insel von nun an St. Mary’s Island.
Für die weitere Geschichte der Stadt siehe Banjul.